# Silnice II/165
Silnice II/165 je komunikací II. třídy v Jihočeském kraji, v okrese Prachatice.
Propojuje mezi sebou silnici II/141 v obci Blažejovice se silnicí II/122 v obci Ktiš a několik obcí či osad, které se při silnici nacházejí.
Celková délka silnice je zhruba 16,9 km. Prochází územím s nadmořskou výškou přibližně od 750 m. Nejvýše položená část silnice je zhruba 967 m n. m. a nachází se mezi obcemi Křišťanov a Markov.

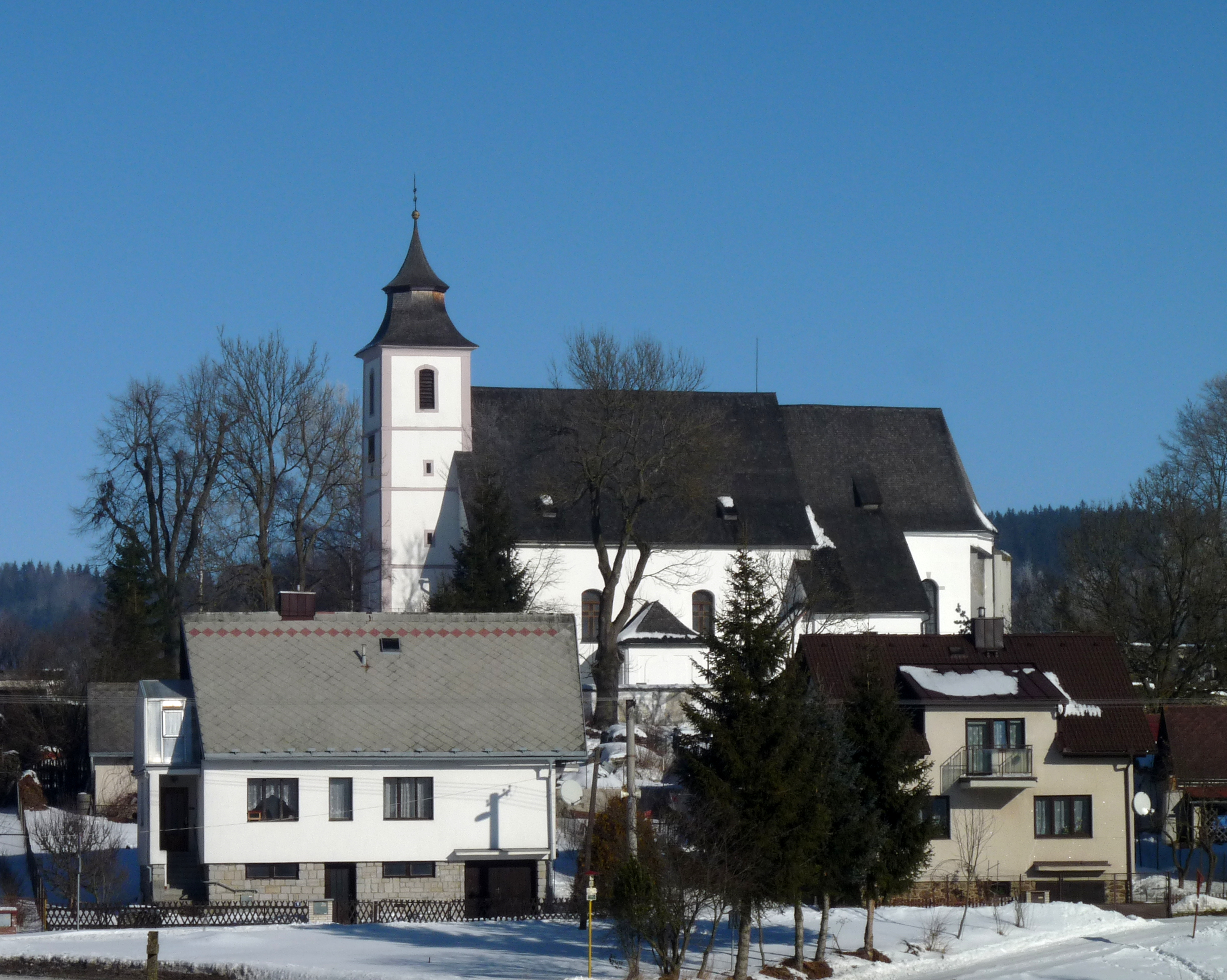
Zbytiny

Přímo na této silnici není žádná čerpací stanice.

## Popis trasy
| km   | Místo       | Popis                                                     |
| ---- | ----------- | --------------------------------------------------------- |
| 0    | Blažejovice | II/165 začíná výjezdem ze silnice II/141 východním směrem |
| 2,3  | Zbytiny     | průjezd obcí                                              |
| 2,8  | Zbytiny     | nechráněný železniční přejezd přes trať                   |
| 4,4  | Text buňky  | vlevo odbočka na III/1651 směrem na Koryto                |
| 6,9  | Text buňky  | vpravo odbočka na III/1652 směrem na Arnoštov             |
| 7,5  | Křišťanov   | průjezd obcí                                              |
| 9,9  | Boletice    | vpravo vedle silnice osada Boletice                       |
| 11,1 | Markov      | průjezd osadou                                            |
| 14,5 | Tisovka     | průjezd osadou                                            |
| 16,9 | Ktiš        | II/165 na okraji obce končí napojením na silnici II/122   |

Vzdálenosti uvedené v tabulce jsou přibližné.